# Liste des députés fédéraux canadiens - U
Cet article contient la liste des députés actuels et anciens à la Chambre des communes du Canada dont le nom commence par la lettre U.
En plus du prénom et du nom du député, la liste contient :
- le parti que le député représentait lors de son élection ;
- le comté et la province où il fut élu.

## U
- Rose-Marie Margaret Ur, libéral, Lambton—Middlesex, Ontario
- Martin Luther Urquhart, libéral, Colchester, Nouvelle-Écosse